# Dancing Plate
Dancing Plate (también conocido como Plate Mania y como Dishaster) es un videojuego publicado en 1983 por la empresa Bit para la consola Atari 2600. El objetivo es controlar a una niña que debe balancear los platos que bailan encima de unos palos. El jugador debe mover a la protagonista hacia un plato que esté perdiendo el equilibrio y apretar el botón del joystick para hacer que se estabilice. El juego acaba cuando el jugador ha dejado caer cuatro platos. Dancing Plate es considerado uno de los peores videojuegos que se hizo para el Atari 2600.